# Piotr Jegor
Piotr Jegor (* 13. Juni 1968 in Zbrosławice, Polen; † 17. März 2020 in Knurów, Polen) war ein polnischer Fußballspieler.

## Vereinskarriere
Piotr Jegor spielte während seiner Profikarriere für Górnik Zabrze, Hapoel Haifa, FKS Stal Mielec und Odra Wodzisław Śląski. Insgesamt absolvierte er 294 Spiele und erzielte 27 Tore in der polnischen Ekstraklasa.

## Nationalmannschaft
Er absolvierte zwischen 1989 und 1997 zwanzig Partien für die polnische Fußballnationalmannschaft.
| Personendaten    | Personendaten             |
| ---------------- | ------------------------- |
| NAME             | Jegor, Piotr              |
| KURZBESCHREIBUNG | polnischer Fußballspieler |
| GEBURTSDATUM     | 13. Juni 1968             |
| GEBURTSORT       | Zbrosławice               |
| STERBEDATUM      | 17. März 2020             |
| STERBEORT        | Knurów                    |